# Sint-Thomas van Kantelbergkapel

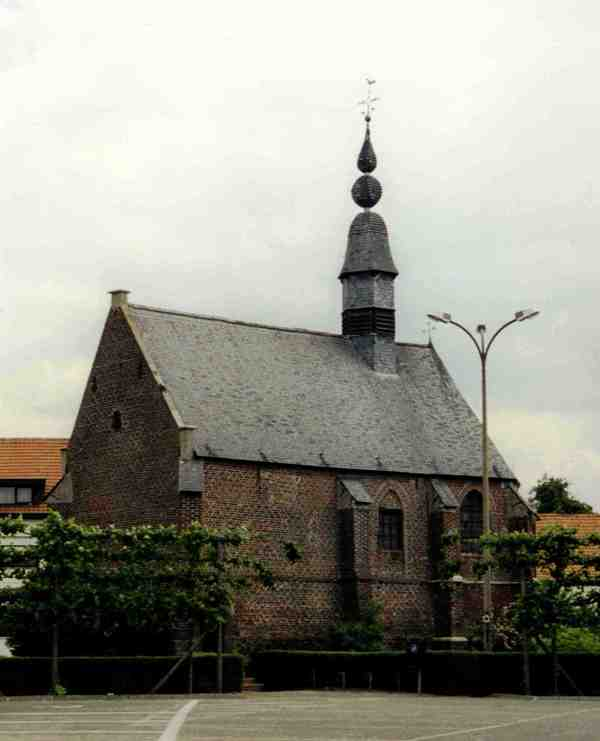
Sint-Thomas van kantelbergkapel

De Sint-Thomas van Kantelbergkapel is een laatgotisch zaalkerkje in de buurtschap Schoor bij Balen, gelegen aan Schoor-Dorp 1.
De oudste vermelding van een houten kapel op deze plaats dateert van 1460. De kapel werd verwoest tijdens de troebelen in de aanloop naar de Tachtigjarige Oorlog. In 1618 werd ze in steen herbouwd. Toen de Sint-Andrieskerk te Balen in 1684 uitbrandde werd het gebouw een tijd lang als noodkerk gebruikt. Het zadeldak van het kerkje is met leien bedekt. Een dakruiter in barokstijl werd in 1692 aangebracht.
Restauraties vonden plaats in 1951 en 1989. Het pleintje waaraan de kapel gelegen is werd omstreeks 1990 heringericht.
Het interieur van de kapel bevat een Thomasbeeld van Thomas Hazart uit omstreeks 1600 en een gemarmerd houten barokaltaar uit de 17e eeuw.